# 毛盛
毛盛（？—392年），五胡十六国時代前秦軍人。他为前秦势力扩张做出了贡献，最终却被后秦姚兴所杀。
他在前秦担任鎮軍将軍。365年七月，匈奴右賢王曹轂、左賢王劉衛辰反抗前秦，率兵两万，攻打杏城以南郡县，发兵驻扎馬蘭山。索虜烏延也反叛前秦，响应曹轂、劉衛辰。苻堅率中外精鋭部隊討伐，毛盛与前将軍楊安为前鋒都督。曹轂派弟弟曹活在同官川迎击。八月，毛盛率部大败曹活軍，斩首四千余人，夺得曹活的首級。曹轂大恐降秦，继续進击，攻打烏延，又夺得他的首級。后被任命为左将军。
376年五月，毛盛奉苻坚之命，与武衛将軍苟苌、左将軍毛盛、中書令梁熙、歩兵校尉姚萇率步騎兵十三万討伐前涼。秦州刺史苟池、河州刺史李辩、涼州刺史王統率三州兵作为後军。前涼君主張天錫派龍驤将軍馬建率军两万，迎击前秦軍。八月，前秦军大败所有进攻之敌，直逼姑臧。張天錫投降，被送到长安。于是，凉州诸郡县全都臣服前秦。
毛盛后任右禁将軍。378年七月，毛盛奉苻坚之命，与兗州刺史彭超、後将軍俱难、陵江将軍邵保率领步骑兵七万攻打淮南。
379年五月，东晋右衛将軍毛安之、游击将軍司馬曇率领大军四万，进军堂邑。毛盛和右将軍毛当率两万騎急襲堂邑，毛安之等非常惊慌，大軍潰走。
七月，毛盛担任平東将軍、兗州刺史，镇守胡陸。后来他被任命为鎮軍将軍。
384年六月，苻坚亲率两万步骑兵，出征北地的后秦君主姚萇，直逼趙氏塢。護軍将軍楊璧率游騎三千断绝后路，毛盛则与右军将军徐成、左軍将軍竇衝等多次攻击，屡破后秦军。由于后秦军营内无水井，前秦军封锁安公谷，并在同官水上筑坝，切断了敌军的供水。姚萇的军队缺水，突然天降大雨，姚萇得以向东撤退。
同月，姚萇亲率七万大军进攻前秦。毛盛奉苻坚之命，率護軍将軍楊璧、右将军徐成、前军将军齐午等数十名将领进攻，结果被后秦所俘。姚萇却礼遇他们，将他们释放。此后毛盛投降了后秦。
392年三月，後秦皇帝姚萇病重，征南将军姚方成对皇太子姚兴说前秦降将都拥有自己的部队，终成祸患，应尽快将其除掉。姚兴听从了他的话、杀掉了王统、王广、苻胤、徐成、毛盛。